# بورزیگپلاتس
بورزیگپلاتس (به آلمانی: Borsigplatz) یک منطقهٔ مسکونی در آلمان است که در دورتموند واقع شده‌است. بورزیگپلاتس ۱۱٬۱۴۱ نفر جمعیت دارد.